# 杉並浄水所
杉並浄水所（すぎなみじょうすいじょ英称 Suginami Purification Plant）は、現在の東京都杉並区善福寺にある東京都水道局の浄水所。昭和7年（1932年）3月15日竣工。原水は地下水を揚水したものである。
杉並浄水所は関東大震災後の急激な宅地化によるスプロール現象の恐れが出てきた旧井荻町が水需要の増大に対応する為に築造したものである。東京都水道局の区部の浄水所としては地下水を原水とした珍しい浄水所である。善福寺公園の南西に位置している。水運用センターから送信される水配体制（三郷体制）によっては取水・浄水処理・送配水を行わない日もある。

## 概要
| 事業所名     | 杉並浄水所 Suginami Purification Plant |
| 所在地       | 東京都杉並区善福寺3丁目28番5号         |
| 通水         | 1932年3月15日                          |
| 処理方式     | 薬品注入のみ                           |
| 通常ろ過水量 | 6,500m3/日                             |
| 配水池容量   | 2,992m3                                |
| 整地地盤高   | TP＋42.6m                              |
| 敷地面積     | 12,640m2                               |
| 工事費総額   | ?億円                                  |
| 給水区域     | 杉並区の一部                           |

## 杉並浄水所の特徴

### 取水井
原水を取水する井戸の数は1～3号まで3つあり、
1号は内径3,400mm、深さ17.500m、水深は自然水位で概ね10.280mである。
2号は内径3,400mm、深さ15.774m、水深は自然水位で概ね10.280mである。
3号は内径3,600mm、深さ17.250m、水深は自然水位で概ね10.280mである。

### 取水ポンプ
取水井から原水を揚水する取水ポンプは水中モータポンプを9台用いている。
口径は150mm及び200mm、揚程は1号及び2号取水井が20m、3号取水井が25mである。
1台当たりの揚水量はポンプによって1.5m3/min～4.32m3/minまである。

### 着水井
1号及び2号の2つがあり、鉄筋コンクリート製である。
1号は内部3つに分かれており、内径3.25m、深さ2.55m、H.W.Lは+53.794m、L.W.Lは+51.576mである。
2号は長さ5.00m×幅3.50m、深さ2.95m、H.W.Lは+54.270m、L.W.Lは+51.570mである。
ここで次亜塩素酸ナトリウムを注入して不連続点塩素処理(ブレークポイント処理)を行っている。

### 緩速ろ過池
270度の扇形をした緩速ろ過池(278m2)が3池あるが、現在休止中である。
内側には1号及び2号配水池(193m3/1池)、量水室がある。

### 配水池
3号及び4号配水池(1,300m3/1池)があり、各々の池の長さ25.00m×幅20.00m×高さ3.50m、有効水深2.95mである。
H.W.Lは+52.614m、L.W.Lは+50.005mである。

### 配水ポンプ
150×125mmと200×160mmの渦巻ポンプが各々1台、3,000×250mmの渦巻ポンプが3台ある。
揚程は33m、1台当たりの揚水量はポンプによって2.30m3/min～8.30m3/minまである。

## アクセス
- バス
  - JR東日本・東京地下鉄荻窪駅北口のりば1

関東バス荻36系統南善福寺行に乗り、13分。善福寺公園停留所下車。
- - JR東日本西荻窪駅北口のりば2

関東バス西02系統上石神井駅行または西03系統大泉学園駅行に乗り、6分。桃井第四小学校停留所下車。
- - 西武新宿線上石神井駅南口のりば1

関東バス西02系統西荻窪駅行に乗り、6分。桃井第四小学校停留所下車。
- - 西武池袋線大泉学園駅南口のりば3

関東バス西03系統西荻窪駅行に乗り、18分。桃井第四小学校停留所下車。